# Steve Konowalchuk
Steven Reed Konowalchuk (* 11. listopadu 1972 v Salt Lake City, USA) je bývalý americký hokejový útočník. Momentálně je asistentem hlavního trenéra v týmu Anaheim Ducks.

## Kariéra

### Hráčská kariéra
Před draftem, ve kterém byl vybrán ve třetím kole (celkově 50.), týmem Washington Capitals v roce 1991, hrával v juniroské lize WHL za celek Portland Winter Hawks. Ve Washingtonu Capitals odehrál celkem 13 sezon. Jeho debut v NHL byl v sezoně 1991/1992, odehrál pouze jeden zápas. Později nastupoval pravidelně za Capitals, ale v sezoně 1998/1999 hrál nepravidelně. V sezoně 1999/2000 odehrál všech 82 zápasů, vytvořil svůj osobní rekord jak v počtu vstřelených gólů tak i v počtu asistencí. V nové sezoně, ve které odehrál 28 zápasů, si těžce poranil záda a musel sezonu vynechat. V další sezoně 2001/2002, byl po zranění zad v pořátku, stal kapitán mužstva, ale nebyl ve střelecké formě, když se mu v 77 zápasech podařilo dát pouhých 15 golů. 22. října 2003 byl vyměněn společně s třetí volbou draftu 2004 do Colorada Avalanche za Batese Battagliu a Jonase Johanssona. 18. června 2004 prodloužil smlouvu na další 3 roky. 28. listopadu 2005 si poranil zápěstí v zápase proti Calgary Flames. 29. září 2006 byl nucen ukončil hráčskou kariéru kvůli zdravotních problémům se srdcem.

### Trenerská kariéra
V roce 2009 se stal asistentem hlavního trenéra klubu Colorado Avalanche. Hlavním trenérem byl bývalý spoluhráč Joe Saccoem. V organizaci Avalanche trénoval dva roky. Momentálně trénuje Seattle Thunderbirds, působící v juniorské lize WHL. V klubu plní funkci hlavního trenéra. V Seattle Thunderbirds působil jako hlavní trenér šest sezon. Nejúspěšnější byla ta poslední 2016/17, kdy s týmem vyhráli soutěž WHL a trofej Ed Chynoweth Cup. Po skvělém úspěchu klub opustil. Od sezony 2017/18 působí jako asistent hlavního trenéra Randy Carlyle v organizaci Anaheim Ducks.

## Ocenění a úspěchy
- 1992 CHL - Druhý All-Star Tým
- 1992 WHL - První All-Star Tým (západ)
- 1992 WHL - Four Broncos Memorial Trophy

## Prvenství
- Debut v NHL - 12. dubna 1992 (New Jersey Devils proti Washington Capitals)
- První gól v NHL - 31. října 1992 (Edmonton Oilers proti Washington Capitals, kanadskému brankáři Bill Ranford)
- První asistence v NHL - 3. listopadu 1992 (Washington Capitals proti Chicago Blackhawks)
- První hattrick v NHL - 3. prosince 1995 (Washington Capitals proti Winnipeg Jets)

## Klubové statistiky
| Sezóna       | Klub                  | Soutěž       |     | Základní část | Základní část | Základní část | Základní část | Základní část |   | Play off | Play off | Play off | Play off | Play off |
| Sezóna       | Klub                  | Soutěž       | Z   | G             | A             | B             | TM            | Z             | G | A        | B        | TM       |          |          |
| 1989–90      | Prince Albert         | SMHL         | 36  | 30            | 28            | 58            | 22            | —             | — | —        | —        | —        |          |          |
| 1990–91      | Portland Winter Hawks | WHL          | 72  | 43            | 49            | 92            | 78            | —             | — | —        | —        | —        |          |          |
| 1991–92      | Portland Winter Hawks | WHL          | 64  | 51            | 53            | 104           | 95            | 6             | 3 | 6        | 9        | 12       |          |          |
| 1991–92      | Baltimore Skipjacks   | AHL          | 3   | 1             | 1             | 2             | 0             | —             | — | —        | —        | —        |          |          |
| 1991–92      | Washington Capitals   | NHL          | 1   | 0             | 0             | 0             | 0             | —             | — | —        | —        | —        |          |          |
| 1992–93      | Baltimore Skipjacks   | AHL          | 37  | 18            | 28            | 46            | 74            | —             | — | —        | —        | —        |          |          |
| 1992–93      | Washington Capitals   | NHL          | 36  | 4             | 7             | 11            | 16            | 2             | 0 | 1        | 1        | 0        |          |          |
| 1993–94      | Portland Pirates      | AHL          | 8   | 11            | 4             | 15            | 4             | —             | — | —        | —        | —        |          |          |
| 1993–94      | Washington Capitals   | NHL          | 62  | 12            | 14            | 26            | 33            | 11            | 0 | 1        | 1        | 10       |          |          |
| 1994–95      | Washington Capitals   | NHL          | 46  | 11            | 14            | 25            | 44            | 7             | 2 | 5        | 7        | 12       |          |          |
| 1995–96      | Washington Capitals   | NHL          | 70  | 23            | 22            | 45            | 92            | 2             | 0 | 2        | 2        | 0        |          |          |
| 1996–97      | Washington Capitals   | NHL          | 78  | 17            | 25            | 42            | 67            | —             | — | —        | —        | —        |          |          |
| 1997–98      | Washington Capitals   | NHL          | 80  | 10            | 24            | 34            | 80            | —             | — | —        | —        | —        |          |          |
| 1998–99      | Washington Capitals   | NHL          | 44  | 12            | 12            | 24            | 26            | —             | — | —        | —        | —        |          |          |
| 1999–00      | Washington Capitals   | NHL          | 82  | 16            | 27            | 43            | 80            | 5             | 1 | 0        | 1        | 2        |          |          |
| 2000–01      | Washington Capitals   | NHL          | 82  | 24            | 23            | 47            | 87            | 6             | 2 | 3        | 5        | 14       |          |          |
| 2001–02      | Washington Capitals   | NHL          | 28  | 2             | 12            | 14            | 23            | —             | — | —        | —        | —        |          |          |
| 2002–03      | Washington Capitals   | NHL          | 77  | 15            | 15            | 30            | 71            | 6             | 0 | 0        | 0        | 6        |          |          |
| 2003–04      | Washington Capitals   | NHL          | 6   | 0             | 1             | 1             | 0             | —             | — | —        | —        | —        |          |          |
| 2003–04      | Colorado Avalanche    | NHL          | 76  | 19            | 20            | 39            | 70            | 11            | 4 | 0        | 4        | 12       |          |          |
| 2005–06      | Colorado Avalanche    | NHL          | 21  | 6             | 9             | 15            | 14            | —             | — | —        | —        | —        |          |          |
| Celkem v NHL | Celkem v NHL          | Celkem v NHL | 790 | 171           | 225           | 396           | 703           | 50            | 9 | 12       | 21       | 56       |          |          |

## Reprezentace
| Rok          | Tým          | Soutěž       | Z  | G | A | B | TM |
| ------------ | ------------ | ------------ | -- | - | - | - | -- |
| 1992         | USA 20       | MSJ          | 7  | 4 | 0 | 4 | 8  |
| 1996         | USA          | SP           | 1  | 0 | 0 | 0 | 0  |
| 2000         | USA          | MS           | 7  | 2 | 1 | 3 | 2  |
| 2002         | USA          | MS           | 7  | 2 | 1 | 3 | 4  |
| 2004         | USA          | SP           | 5  | 0 | 0 | 0 | 4  |
| Celkem na MS | Celkem na MS | Celkem na MS | 14 | 4 | 2 | 6 | 6  |
| Celkem na SP | Celkem na SP | Celkem na SP | 6  | 0 | 0 | 0 | 4  |